# ハリー・J・ソネボーン
ハロルド・"ハリー"・J・ソネボーン（Harold "Harry" J. Sonneborn、 1916年6月12日 - 1992年9月21日）は、アメリカの経営者である。マクドナルド初代社長として最もよく知られている。

## 生涯
ソネボーンはインディアナ州エバンズビルで生まれ、ニューヨークに住む父の姉妹であるソネボーン夫妻の養子となった。ソネボーン夫妻はユダヤ教徒だった。

### マクドナルド社でのキャリア
ソネボーンは、テイスティ・フリーズ社の財務担当ヴァイスプレジデントを経てマクドナルドのフランチャイズの代理人を務めるレイ・クロックの元で働くようになった。ソネボーンはクロックに対し、マクドナルドの店舗建設用地をクロックが所有し、それをフランチャイジーに貸し出すという方式を提案した。このビジネスモデルを採用したことにより、マクドナルドは後に爆発的に成長した。フランチャイジーへの不動産の賃貸は、このために設立された「マクドナルド・フランチャイズ・リアルティー」という会社を通して行われた。このビジネスモデル「ソネボーンモデル」は、現在でもマクドナルド社内で採用されている。マクドナルド社が保有する不動産の評価額は、貸借対照表上で377億ドルであり、全資産の約99%を占め、世界での売上の約35%に相当する。
1959年、クロックはソネボーンをマクドナルド社の初代社長兼CEOに任命した。1961年、クロックがマクドナルド兄弟から会社を買収する際、その買収資金はソネボーンが調達した。しかし、店舗網の拡大を主張するクロックに対し、ソネボーンは今後経済状況が不況に向かうと考えて、新店舗の建設を差し止めた。1967年、ソネボーンはクロックとの対立が元で社長を辞任し、クロックがその後任に就任した。

## 大衆文化において
レイ・クロックの半生を描いた2016年の映画『ファウンダー ハンバーガー帝国のヒミツ』(The Founder)では、B・J・ノヴァクがソネボーンの役を演じた。